# Punto de sublimación
El punto de sublimación de una sustancia es aquella temperatura a la cual dicho compuesto pasa de la fase sólida a la fase gas directamente, sin pasar por la fase líquida, mediante el mecanismo de sublimación. Algunos sólidos, como el yodo o la quinina, experimentan dicha transición de fase. Termodinámicamente suele ser una transición favorable debido al gran incremento de entropía que conlleva.